# Dryopteris papuae-novae-guineae
Dryopteris papuae-novae-guineae är en träjonväxtart som beskrevs av Li Bing Zhang. Dryopteris papuae-novae-guineae ingår i släktet Dryopteris och familjen Dryopteridaceae. Inga underarter finns listade.